# Vivint Arena
La Vivint Arena è un palazzetto dello sport situato a Salt Lake City, Utah, di proprietà di Gail Miller (vedova di Larry H. Miller).

## Storia
Inaugurata nel 1991, l'arena fu conosciuta come Delta Center fino al novembre 2006, quando i diritti di denominazione vennero acquistati da EnergySolutions. La struttura cambiò nome in "Vivint Smart Home Arena" nel 2015, continuando a essere la casa della squadra NBA degli Utah Jazz. Dal 2006 inoltre ospita anche le partite degli Utah Blaze, squadra dell'Arena Football League. Dal 2024 ospiterà le gare dello Utah Hockey Club della NHL.
L'arena fu anche sede delle gare di pattinaggio artistico, di short track e di pattinaggio di velocità durante i Giochi olimpici invernali 2002 di Salt Lake City (durante i quali, l'arena venne denominata Salt Lake Ice Center).